# Super Bowl
La Super Bowl és el nom que rep el partit de campionat (la final) de la National Football League de futbol americà. El guanyador del partit rep el Vince Lombardi Trophy. La primera edició es disputà el 1967 i s'enfrontaren el campió de la National Football League i l'American Football League. Després de la fusió de les dues lligues el 1970, ser campió de la Super Bowl, equival a ser campió de la National Football League. A partir d'aquest any, els 10 equips de l'AFL formaren l'American Football Conference (AFC), dins d'una unida NFL i els 13 equips originals formaren la National Football Conference (NFC). La Super Bowl és disputada pels campions de cadascuna de les conferències. Ja que una temporada de l'NFL va des de setembre fins a febrer, per a no crear confusions entre els anys, les Super Bowls s'anomenen juntament un nombre romà al costat. És la retransmissió televisiva amb més audiència als Estats Units d'Amèrica i de les més vistes a tot el món.
El partit es disputa el primer diumenge del mes de febrer i deu el seu nom a Lamar Hunt, antic propietari dels Kansas City Chiefs, qui el va anomenar així després de veure al seu fill jugar amb una pilota rebotadora.
La primera final de la Super Bowl es va jugar el 15 de gener de 1967 (el primer guanyador va ser Green Bay) com a part d'un acord entre la National Football League i l'altre campionat existent aleshores, l'American Football League (AFL), perquè els vencedors de cada competició juguessin un partit que decidís al campió dels Estats Units. Quan l'AFL es va integrar en l'NFL, cada lliga es va convertir en una conferència i el joc va passar a ser entre els seus campions. Els equips que més vegades han guanyat són els Pittsburgh Steelers i els New England Patriots (sis ocasions, respectivament), i solament hi ha quatre de les 32 franquícies de l'NFL que mai han jugat la final. Els Denver Broncos van guanyar l'edició N° 50 el 7 de febrer del 2016.
Al marge de l'àmbit esportiu, la Super Bowl és una de les retransmissions per televisió més vistes als Estats Units cada any. Molts músics han actuat durant les cerimònies abans dels partits i en el descans, la franja publicitària és la més cara de tot l'any, i el dia del partit (conegut com "Super Sunday" -Súper Diumenge-) és considerat de facto com una festa nacional. Els nord-americans consumeixen més menjar i beguda durant la final que en qualsevol altra data, exceptuant el Dia d'Acció de Gràcies.

## Història

### Orígens de la Super Bowl
Des de la creació de la National Football League el 1920, el campionat va haver de competir amb altres lligues, sent la més important de totes elles l'American Football League, fundada el 1960. La rivalitat entre els dos campionats, que van intensificar les seves estratègies per atreure als millors jugadors i al major nombre d'afeccionats, va fer que l'NFL i l'AFL emprenguessin converses el 1966, arribant a un preacord el 8 de juny d'aquest any.
Una de les condicions d'aquest preacord establia la celebració d'una final que determinés al "campió del món" de futbol americà. El comissionat de l'NFL, Pete Rozelle, va voler anomenar a aquest partit "The Big One". No obstant això, es va imposar finalment el nom "Super Bowl" proposat pel propietari dels Kansas City Chiefs i fundador de l'AFL, Lamar Hunt, a qui se li va ocórrer després de veure al seu fill jugar amb una pilota rebotadora anomenada "Super Ball". D'altra banda, el nom "Bowl" (bol) ja s'emprava per a les finals de futbol americà universitari, per la qual cosa va acabar imposant-se malgrat que al principi anava a ser una denominació temporal.

### Finals entre l'NFL i l'AFL
La primera Super Bowl, que es va dir oficialment "First AFL-NFL World Championship Game" (Primer campionat del món AFL-NFL), es va disputar el 15 de gener de 1967 entre els campions de l'American Football League, els Kansas City Chiefs, i els de la National Football League, els Green Bay Packers. Aquest partit va acabar amb un resultat de 10:35 favorable per als Green Bay, amb una actuació destacada del quarterback Bart Starr, que va ser proclamat jugador més valuós. Els Packers van revalidar el títol a l'any següent.
En el tercer campionat celebrat el 1969 va canviar la tendència, i New York Jets va ser el primer equip vencedor que aportava l'American Football League, en guanyar als Baltimore Colts a Miami. L'última final de la Super Bowl amb les dues lligues per separat es va celebrar el 1970, i en ella Kansas City Chiefs es va proclamar campió en vèncer a Minnesota Vikings de l'NFL per 23:7. Aquest mateix any es va establir "Super Bowl" com a denominació definitiva del xoc.

### Sistema de conferències
El 1970 es va produir l'absorció de l'American Football League per part de la National Football League, que passaven a ser la Conferència Americana i la Conferència Nacional respectivament. Al seu torn, el trofeu de campions va passar a anomenar-se "Trofeu Vince Lombardi", en homenatge a l'entrenador Vince Lombardi que va morir al setembre d'aquest any. El primer club vencedor amb el nou sistema va ser Baltimore Colts.
En la dècada de 1970, la majoria de les finals van estar dominades per equips provinents de l'antiga AFL. Miami Dolphins va vèncer en la final de 1973 invicte, un rècord que fins avui no s'ha pogut igualar, i va revalidar el seu triomf el 1974. Després Pittsburgh Steelers, entrenat per Chuck Noll, va aconseguir quatre títols (1975, 1976, 1979 i 1980) amb una de les primeres dinasties del campionat formada per jugadors com Joe Greene, Lynn Swann, Franco Harris, Jack Lambert, Terry Bradshaw i John Stallworth, tots ells presents en el Saló de la Fama del Futbol Americà Professional. El seu joc es va basar en una sòlida defensa, que els va valer el sobrenom de "Steel Curtain" (Teló d'acer).
A partir dels anys 1980, els equips de l'NFC van prendre el control en les finals de la Super Bowl. La franquícia més reeixida en aquesta època va ser San Francisco 49ers, que va guanyar tres Super Bowl (1982, 1985 i 1989) amb un estil de joc a l'atac imprès pel seu entrenador, Bill Walsh. El seu quarterback, Joe Montana, és considerat com un dels millors de la història en la seva posició i va ser guanyador del MVP en les edicions XVI, XIX i XXIV. En aquesta dècada també va destacar Chicago Bears, que va tancar la temporada de 1985 amb un rècord de 18 victòries per una derrota, i els dos campionats de Washington Redskins, corresponents a les temporades de 1982 i 1987.
En la dècada de 1990, Dallas Cowboys va sobresortir com l'equip més victoriós, amb tres dels quatre Super Bowl que van arribar a jugar (el 1993, 1994 i 1996). També va destacar Buffalo Bills, que va arribar a quatre finals consecutives des de 1991 fins a 1994 però no va guanyar cap d'elles. Al seu torn, San Francisco 49ers es va convertir en l'equip que més Super Bowl havia guanyat en vèncer en l'edició XXIX, amb el wide receiver Jerry Rice com la seva major figura després de la retirada de Joe Montana. Cowboys i 49ers van copar els principals duels de la final, fins que a la fi de la dècada va ressorgir Green Bay Packers, liderats pel quarterback i tres vegades MVP Brett Favre. D'altra banda Denver Broncos, que mai va guanyar un títol malgrat haver arribat a la final en quatre ocasions, va aconseguir dues Super Bowl consecutius el 1998 i 1999 amb Terrell Davis i John Elway com els seus principals atractius.

### La Super Bowl al segle XXI
A partir de la dècada de 2000, el campionat va tornar a estar dominat per equips procedents de la Conferència Americana, i van aparèixer nous equips que fins llavors mai havien disputat una Super Bowl. El segle va començar amb la victòria dels Saint Louis Rams, sent el primer equip presidit per una dona, Georgia Frontiere. Els New England Patriots van guanyar en sis ocasions (el 2001, 2003, 2004, 2015, 2017 i 2019) liderats pel quarterback Tom Brady, i va caure el 2008 i el 2012 davant dels New York Giants malgrat haver acabat invicte la resta de la temporada del 2008, tambe van caure davant els Philadelphia Eagles l'any 2018. També cal l'adestacar les victòries de dos debutants en la final: Baltimore Ravens el 2001 (Super Bowl XXXV) i Tampa Bay Buccaneers el 2002 (Super Bowl XXXVII).
Pittsburgh Steelers va tornar a confirmar-se com un equip campió després de recuperar el seu característic joc defensiu, i va superar a San Francisco 49ers com l'equip que més Super Bowl ha guanyat després de vèncer en la Super Bowl XL (el 2006) i en la Super Bowl XLIII (el 2009). Un debutant en la final, New Orleans Saints, va vèncer en la Super Bowl XLIV disputada el 2010, i el 2011 els guanyadors van ser els Green Bay Packers.
L'espectacle porta amb ell el fluxe de persones a causa del tràfic humà per al treball forçat, incloent l'esclavatge sexual. Les autoritats afirmen que prenen mesures per a perseguir aquestes accions.

## Edicions i palmarès
Fins a l'any 2018, s'han celebrat 52 edicions de la Super Bowl. Encara que tradicionalment sempre es jugava a finals de gener, des de l'any 2004 es disputa en el primer diumenge de febrer. La final ve precedida d'una temporada regular, disputada en els últims mesos de l'any sortint i diverses eliminatòries en la Conferència Americana i la Conferència Nacional. Cada Super Bowl es representa amb numeració romana (amb l'excepció de la Super Bowl 50), per la qual cosa la primera edició que es va disputar el 1967 es coneix com a Super Bowl I.
L'equip que més vegades ha guanyat la Super Bowl ha estat Pittsburgh Steelers, amb sis títols en el seu historial. La franquícia va superar el 2009 a Dallas Cowboys i San Francisco 49ers, que compten amb cinc títols cadascun. En rècords negatius, New England Patriots ha estat el que més vegades ha perdut la final, amb un total de 5, seguit per Buffalo Bills, Denver Broncos, Minnesota Vikings, que l'han perdut fins a quatre ocasions. En el cas de Buffalo, les seves derrotes van ser consecutives des de 1991 fins a 1994.
Actualment, 28 franquícies de futbol americà han participat en la final des de la primera edició i 20 equips han guanyat el trofeu almenys una vegada. Quatre clubs no han jugat mai la Super Bowl: Cleveland Browns, Detroit Lions, Houston Texans i Jacksonville Jaguars. Detroit i Cleveland van ser campions de l'NFL abans de 1967, mentre que Jacksonville i Houston són franquícies creades després de la fusió entre l'NFL i l'AFL i no han guanyat cap campionat.

## Seus

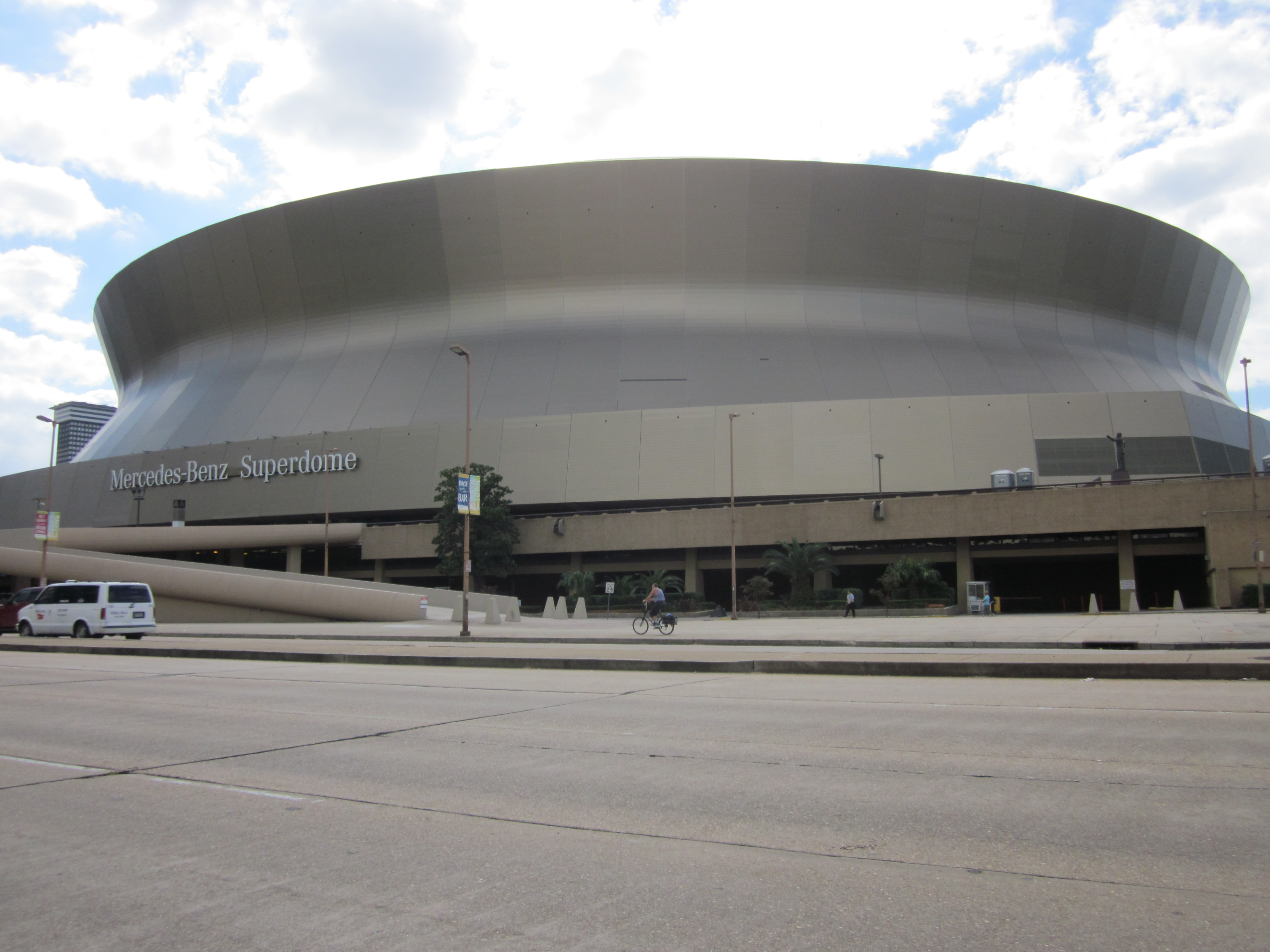
El Superdome de Louisiana, l'estadi seu amb més edicions albergades de la Super Bowl, amb set en total.

L'NFL tria la seu amb tres anys d'antelació, amb base en què la ciutat candidata reuneixi unes condicions d'aforament, seguretat i instal·lacions adequades. És tradicional que la seu triada compti amb una franquícia de la lliga. A més, la final és considerada des de l'any 2002 com a "Esdeveniment especial de Seguretat Nacional" per part del Servei Secret dels Estats Units. El cost d'una entrada oficial en la Super Bowl XLII va ser de 900 dòlars, preu que en la revenda es va disparar fins als 4.000 dòlars.
Històricament, la Super Bowl s'ha disputat en llocs amb un clima càlid. L'àrea metropolitana de Miami és la zona que més vegades ha albergat la final, fins a en 10 ocasions, seguida per Nova Orleans (9) i Los Angeles (7). No obstant això, l'aparició d'estadis coberts ha fet que l'NFL compti amb ciutats amb clima fred per albergar el xoc en els últims anys.
L'any 2021 els Tampa Bay Buccaneers, en la Super Bowl LV, va ser el primer equip en arribar a la final disputada en el seu estadi i guanyarla. Aquest fet es tornaria a repetir l'any següent quan els Los Angeles Rams van jugar la Super Bowl LVI en el SoFi Stadium a Los Angeles.
Per designar qui exercirà com l'equip local, l'NFL alterna entre la Conferència Nacional i la Conferència Americana, cada any pel mig. El protocol de la Lliga Nacional de Futbol Americà (NFL) dicta que els equips de la Conferència Americana són locals de la Super Bowl en els anys parells, mentre els de la Nacional ho són en els senars. L'equip que exerceix de local pot triar l'equipament que vulgui, tenint en compte que les regles de la lliga impedeixen als equips portar uniformes alterns durant la Super Bowl.

## Trofeu

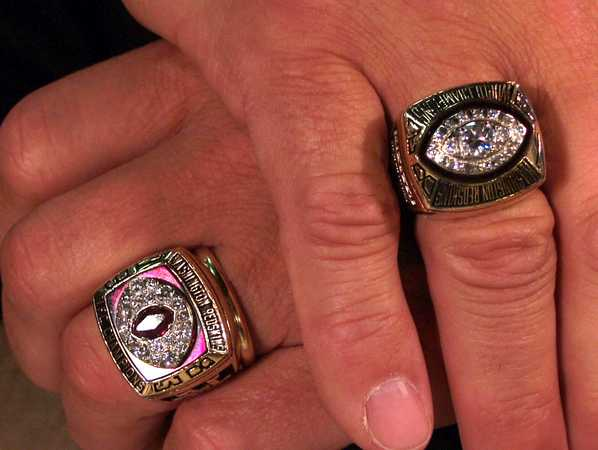
Joe Thiesmann, quarterback dels Washington Redskins, amb els anells de campió de la Conferència Nacional i de la Super Bowl.

El principal guardó que es porta el vencedor de la Super Bowl és el Trofeu Vince Lombardi. Es diu així des de 1970 en honor de l'entrenador Vince Lombardi, guanyador de les dues primeres Super Bowl amb els Green Bay Packers i mort aquest any a causa d'un càncer. Anteriorment, era conegut com a "Campionat del Món".
El trofeu va ser dissenyat per Tiffany & Co. i està valorat en 25.000 dòlars. Presenta una pilota reglamentària de futbol americà en peus realitzat amb plata de llei, mesura 56 centímetres i pesa 3,2 quilograms. L'NFL elabora una sola peça per lliurar-ho en propietat a l'equip vencedor, a diferència d'altres campionats com la Copa Stanley (NHL) o la Grey Cup (Canadian Football League), on solament existeix un guardó. Compta amb una inscripció amb el guanyador, l'any i l'edició de la Super Bowl que es grava després del partit.
A més del trofeu, cada jugador rep un anell de campió. Aquestes joies solen realitzar-se en or blanc i diamants, i inclouen el nom de l'equip i l'edició de la Super Bowl. L'NFL paga 150 anells per a cada equip, amb un cost aproximat de 5.000 dòlars la unitat. La franquícia vencedora pot regalar anells a qui vulgui, repartint-se entre cos tècnic, jugadors, personal i directiva. En cas que vulguin regalar anells de més, l'equip assumeix el cost de cada unitat extra.

## Espectacles
Al marge de l'esdeveniment esportiu, la Super Bowl és un dels esdeveniments socials més importants als Estats Units. És considerada com un acte social en el qual la gent es reuneix per veure el partit, i és la segona data de l'any en la qual més menjar i beguda es consumeix, per darrere del Dia d'Acció de Gràcies.
L'NFL i la majoria d'equips del campionat organitzen activitats als voltants del camp de futbol, destinades a tots els públics. La majoria estan relacionades amb el futbol americà, com les signatures de jugadors famosos o proves físiques. No obstant això, també s'organitzen concerts en els límits de l'estadi amb grups populars.
A més, és l'únic partit de la temporada en el qual els dos equips poden portar als seus equips d'animadores (cheerleaders). La primera vegada que va aparèixer aquest tipus d'animació va ser en la Super Bowl X celebrada el 1976, amb el grup de cheerleaders dels Dallas Cowboys.

### Himne nacional

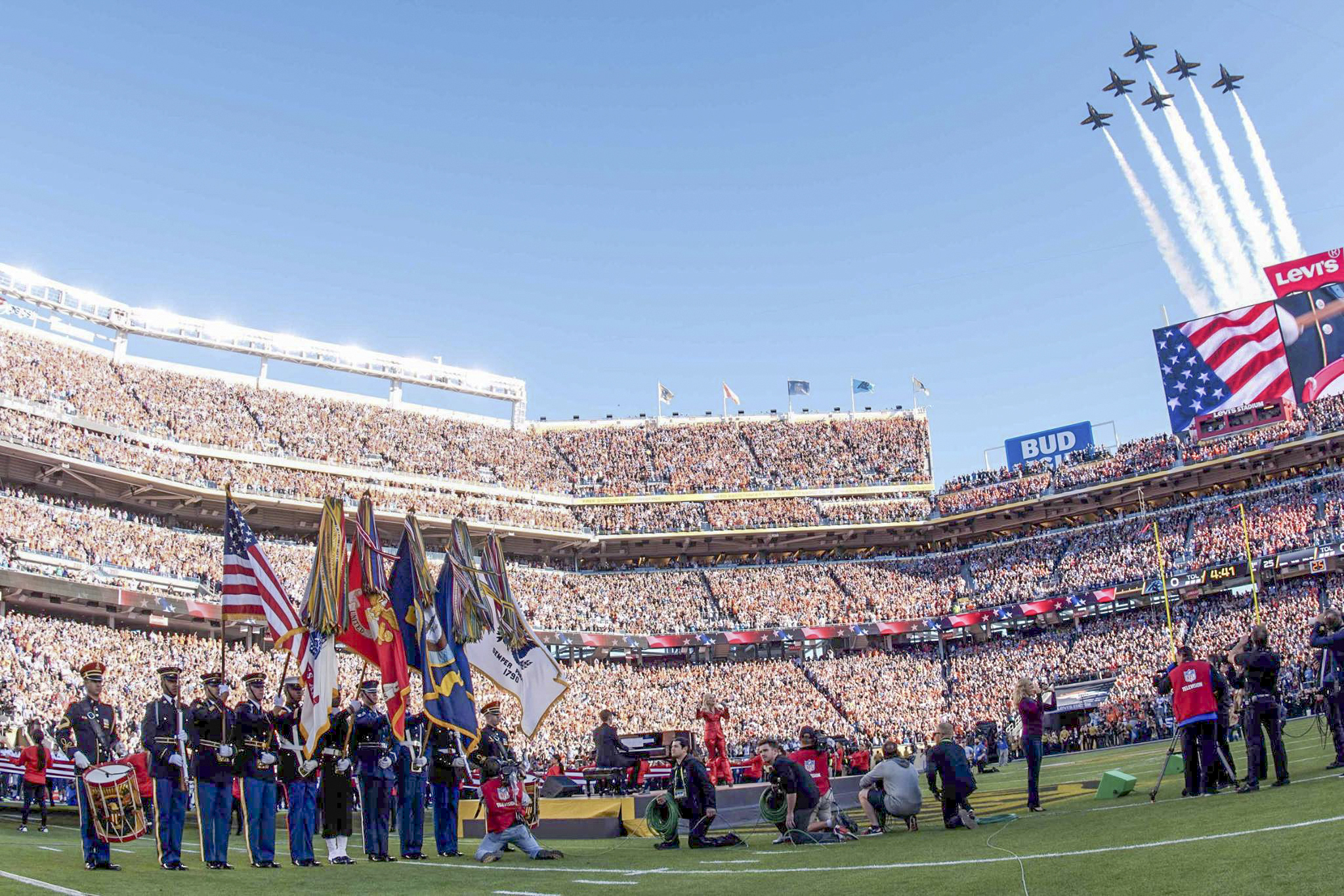
Clausura de la cerimònia d'obertura de la Super Bowl 50.

Al començament del partit hi ha diverses actuacions musicals, actuacions d'orquestres universitàries i salutacions per part de diverses autoritats, que culminen amb la interpretació de l'himne nacional dels Estats Units, "The Star-Spangled Baner". L'artista triat per interpretar l'himne sol destacar per la seva capacitat vocal, tenir una carrera consagrada, i la seva elecció es fa pocs dies abans de disputar-se la final. L'himne s'interpreta en viu i en directe acompanyat per una orquestra, i encara que teòricament existeix la possibilitat que el cantant pugui fer playback, això és criticat si es descobreix.
Sol ser interpretat per una dona, cas de Whitney Houston (1991), Mariah Carey (2002) Beyoncé (2004), Christina Aguilera (2011), Alicia Keys (2013) o Lady Gaga (2016), entre d'altres, encara que també pot donar-se el cas que el canti un home, com va ocórrer amb Barry Manilow el 1984. L'himne també poden cantar-lo grups, com Backstreet Boys (2001) o Dixie Chicks (2003), o cors militars i universitaris (2005).

### Descans (Halftime show)
Cada Super Bowl ha comptat amb un espectacle musical celebrat en el descans del partit (halftime show) des de la seva primera edició. Encara que al principi estava protagonitzat per les bandes musicals de les universitats nord-americanes, la popularitat de l'esdeveniment va fer que els cantants i grups més populars del moment guanyessin protagonisme. A diferència d'altres intermedis amb menys durada, l'NFL autoritza que el descans de la Super Bowl duri 30 minuts perquè puguin realitzar-se les actuacions, i el seu pressupost és molt superior al de qualsevol actuació realitzada en altres circumstàncies.

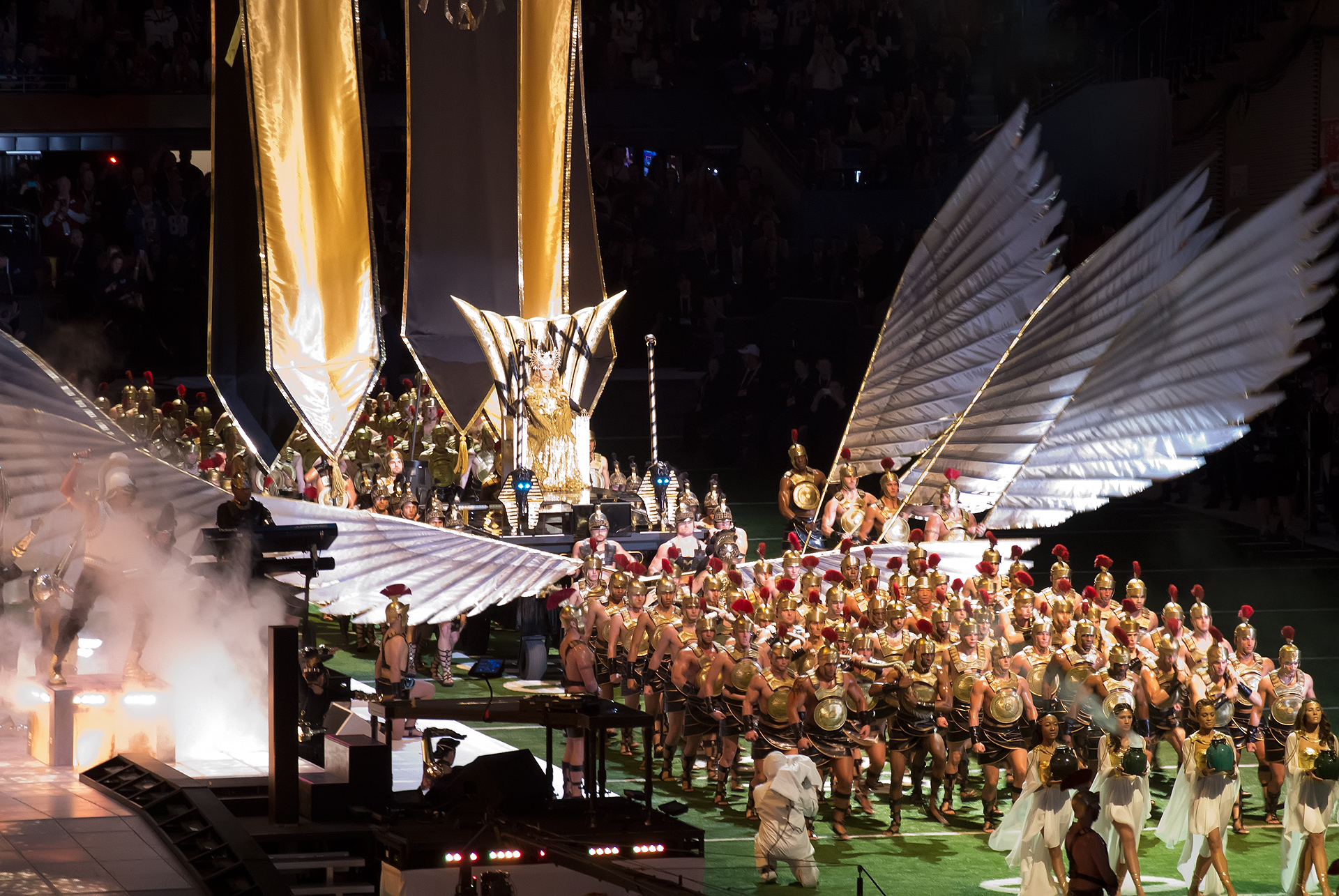
Madonna en l'actuació del descans en la final de la Super Bowl de 2012

Al llarg de la història hi ha hagut actuacions que han transcendit més enllà del partit. Després de diversos anys amb pèrdua d'espectadors a altres canals durant el descans, l'NFL va contractar per la Super Bowl XXVII celebrada el 1993 a Michael Jackson, qui va cantar juntament amb 3.500 nens el seu senzill "Heal the World". L'èxit d'audiència va fer que la lliga contractés artistes famosos i millorés la qualitat del show. El 2002 l'actuació dels irlandesos U2 també va obtenir repercussió en els mitjans, ja que Bono va homenatjar a les víctimes de l'atemptat de l'11 de setembre durant la cançó "Where the Streets Have No Name".
L'espectacle del descans de la Super Bowl XXXVIII, celebrada el 2004, va ser un dels més polèmics de la història (sinó el més polèmic), després que el cantant Justin Timberlake, mentre interpretava el seu tema "Rock Your Body", en acabar la cançó, li va treure a Janet Jackson una peça del seu vestit al final de l'actuació, descobrint un dels seus pits amb una estrella que recobria tot el mugró. La imatge solament va poder veure's durant un segon en l'emissió en directe, però va ser difosa amb rapidesa a través d'internet i diverses associacions d'espectadors van protestar pel show. L'incident, que va passar a conèixer-se com Nipplegate, li va costar a la CBS i a totes les seves emissores afiliades una multa de 550.000 dòlars per part de la Comissió Federal de les Comunicacions (FCC), encara que aquest organisme va aixecar la sanció el 2008. Després d'aquest incident, l'emissió d'espectacles en directe als Estats Units es fa amb cinc segons de retard. Encara que no té cap sentit, ja que el 2012 també va tornar a ocórrer un incident durant la presentació de la cantant Madonna, quan la rapera M.I.A. va aixecar el seu dit mitjà, per la qual cosa el portaveu de l'NBC Christopher McCloskey, es va haver de disculpar pel gest

## Cobertura de la televisió

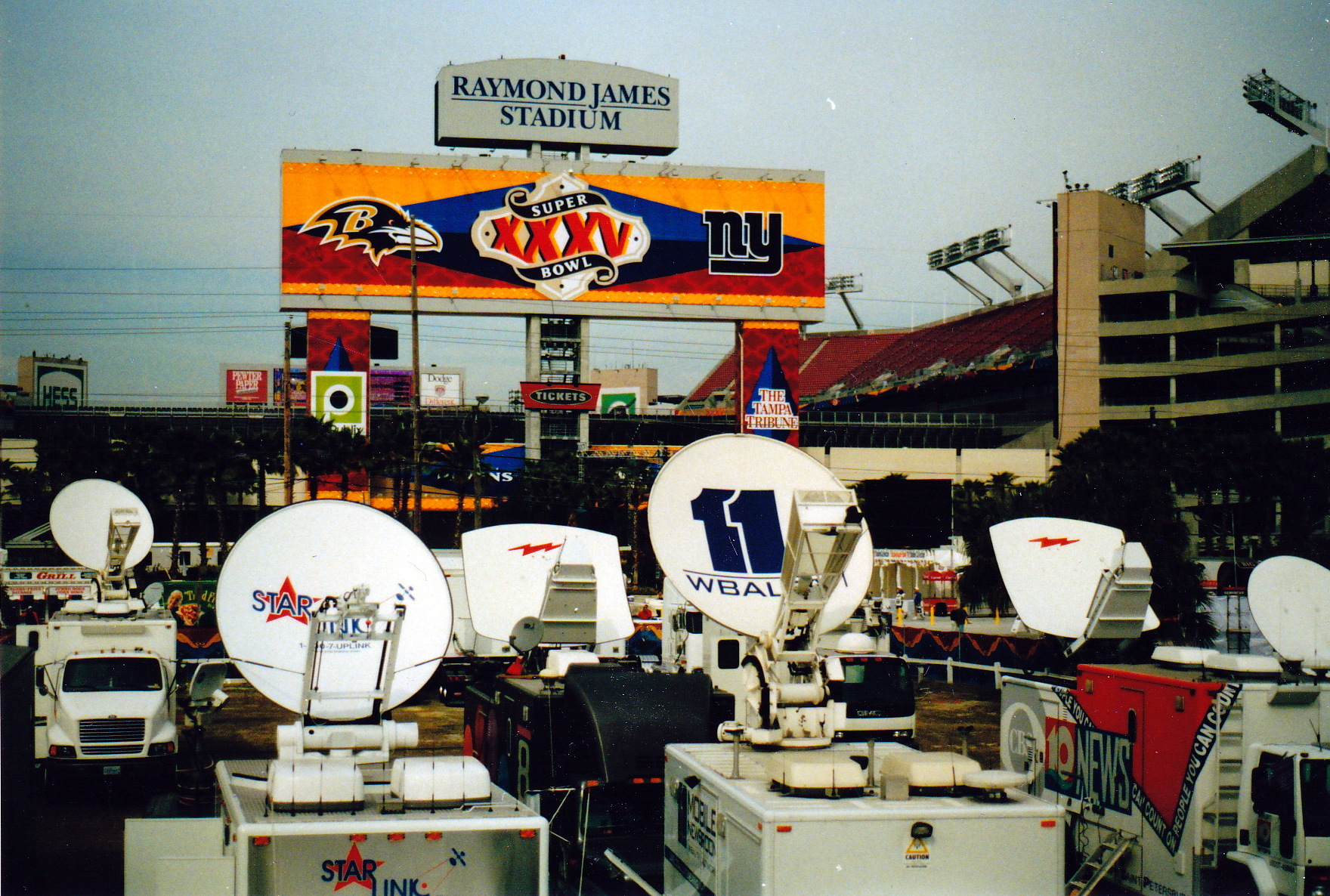
El recinte de transmissió del Super Bowl XXXV, ple de camions satèl·lit

Tradicionalment, la Super Bowl ha estat un dels programes de televisió més vistos als Estats Units i la retransmissió sol liderar les audiències d'aquest mitjà cada any. Durant la trobada, la cadena que ho retransmet obté una quota de pantalla d'entre el 40% i el 60%, segons dades d'AGB Nielsen, la qual cosa es tradueix en prop de 120 milions d'espectadors que sintonitzen amb el partit almenys en alguna ocasió. A més, el senyal de la trobada es transmet a més de 200 països, per la qual cosa l'audiència es multiplica fins a cent milions de persones a tot el món.
La primera final que va trencar rècords d'audiència va ser la Super Bowl XVI, celebrada el 1982 i que enfrontava a San Francisco 49ers contra Cincinnati Bengals. El xoc va ser seguit pel 49% de les llars amb un share del 73%, i es va aconseguir aquesta xifra perquè una forta tempesta va afectar la costa nord-est del país, la qual cosa va provocar que moltes persones preferissin quedar-se a les seves cases per seguir la trobada. Actualment, l'espai més vist de la història als Estats Units és la Super Bowl XLVI de 2012, amb 115 milions d'espectadors. L'edició XLIV de 2010 va desbancar del lloc a l'últim capítol de la sèrie M*A*S*H, emès el 1983, que fins a aquest any va ser el programa amb més audiència del país.
Actualment, els drets d'emissió d'aquest partit corresponen a CBS, NBC i FOX, alternant-se cada any. Anteriorment ABC també retransmetia la Super Bowl, encara que va deixar de fer-ho quan va renunciar al futbol americà per televisió. La primera final va ser retransmesa de forma simultània entre CBS i NBC, i a partir de 1968 les cadenes van començar a repartir-se les emissions. Per la seva banda, la primera trobada emesa per a tot el país va ser l'edició VII de 1973, ja que fins a aquest any els partits es restringien a les ciutats amb els equips que jugaven la final per evitar que la gent no acudís als estadis.
Després del partit, és tradicional que el canal que ho ha retransmès emeti un programa o sèrie de televisió del que espera obtenir bones audiències. Exemples d'això van ser les estrenes de The A-Team (1983), Pare de família (1999) o American Dad! (2006) entre altres programes. Les xarxes també aprofiten per emetre les seves sèries amb un capítol especial, allunyat de la trama principal per atreure més públic, com ha ocorregut amb Els Simpson (amb l'episodi "Sunday, Cruddy Sunday") o House (amb "Frozen").

### Publicitat
Les franges comercials durant el partit de la Super Bowl són les més cares de la televisió als Estats Units, per la qual cosa moltes empreses decideixen comprar aquests espais per emetre els seus anuncis més costosos i les seves majors produccions. El primer anunci d'aquestes característiques va ser "1984" d'Apple, dirigit per Ridley Scott, que va revolucionar el concepte de la publicitat emesa en aquest esdeveniment. Des de llavors, moltes empreses usen aquest espai per donar a conèixer les seves propostes més creatives i els seus nous productes, i fins i tot alguns diaris com USA Today organitzen un concurs per premiar al millor anunci de la Super Bowl. És habitual també la presència d'anuncis fixos, com la campanya de Disney "I'm going to Disney World!", en la qual futbolistes i celebritats del país animen a la gent a acudir al parc temàtic.
El nombre d'espais destinats a la publicitat està limitat i, a causa de l'audiència que pot aconseguir el partit, el seu preu és molt elevat. El 2016, una empresa que volgués col·locar un espot de 30 segons durant el partit havia d'abonar prop de 5 milions de dòlars. El preu dels anuncis ha anat en augment excepte els anys 2009 i 2010 (2,5 milions), quan per primera vegada en la seva història van baixar a causa de la crisi financera.

## Super Bowl: Campions NFL vs AFL
| Any        | National Football League | American Football League | Super Bowl         | Resultat | Seu          |
| ---------- | ------------------------ | ------------------------ | ------------------ | -------- | ------------ |
| 1967 (I)   | Green Bay Packers        | Kansas City Chiefs       | Green Bay Packers  | 35-10    | Los Angeles  |
| 1968 (II)  | Green Bay Packers        | Oakland Raiders          | Green Bay Packers  | 33-14    | Miami        |
| 1969 (III) | Baltimore Colts          | New York Jets            | New York Jets      | 16-7     | Miami        |
| 1970 (IV)  | Minnesota Vikings        | Kansas City Chiefs       | Kansas City Chiefs | 23-7     | Nova Orleans |

## Super Bowl: Campions NFL
| Any            | National Football Conference | American Football Conference | Campió NFL-Super Bowl | Resultat | Seu                          |
| -------------- | ---------------------------- | ---------------------------- | --------------------- | -------- | ---------------------------- |
| 1971 (V)       | Dallas Cowboys               | Baltimore Colts              | Baltimore Colts       | 16-13    | Miami                        |
| 1972 (VI)      | Dallas Cowboys               | Miami Dolphins               | Dallas Cowboys        | 24-3     | Nova Orleans                 |
| 1973 (VII)     | Washington Commanders        | Miami Dolphins               | Miami Dolphins        | 14-7     | Los Angeles                  |
| 1974 (VIII)    | Minnesota Vikings            | Miami Dolphins               | Miami Dolphins        | 24-7     | Houston                      |
| 1975 (IX)      | Minnesota Vikings            | Pittsburgh Steelers          | Pittsburgh Steelers   | 16-6     | Nova Orleans                 |
| 1976 (X)       | Dallas Cowboys               | Pittsburgh Steelers          | Pittsburgh Steelers   | 21-17    | Miami                        |
| 1977 (XI)      | Minnesota Vikings            | Oakland Raiders              | Oakland Raiders       | 32-14    | Pasadena                     |
| 1978 (XII)     | Dallas Cowboys               | Denver Broncos               | Dallas Cowboys        | 27-10    | Nova Orleans                 |
| 1979 (XIII)    | Dallas Cowboys               | Pittsburgh Steelers          | Pittsburgh Steelers   | 35-31    | Miami                        |
| 1980 (XIV)     | Los Angeles Rams             | Pittsburgh Steelers          | Pittsburgh Steelers   | 31-19    | Pasadena                     |
| 1981 (XV)      | Philadelphia Eagles          | Oakland Raiders              | Oakland Raiders       | 27-10    | Nova Orleans                 |
| 1982 (XVI)     | San Francisco 49ers          | Cincinnati Bengals           | San Francisco 49ers   | 26-21    | Pontiac                      |
| 1983 (XVII)    | Washington Commanders        | Miami Dolphins               | Washington Commanders | 27-17    | Pasadena                     |
| 1984 (XVIII)   | Washington Commanders        | Los Angeles Raiders          | Los Angeles Raiders   | 38-9     | Tampa                        |
| 1985 (XIX)     | San Francisco 49ers          | Miami Dolphins               | San Francisco 49ers   | 38-16    | Stanford                     |
| 1986 (XX)      | Chicago Bears                | New England Patriots         | Chicago Bears         | 46-10    | Nova Orleans                 |
| 1987 (XXI)     | New York Giants              | Denver Broncos               | New York Giants       | 39-20    | Pasadena                     |
| 1988 (XXII)    | Washington Commanders        | Denver Broncos               | Washington Commanders | 42-10    | San Diego                    |
| 1989 (XXIII)   | San Francisco 49ers          | Cincinnati Bengals           | San Francisco 49ers   | 20-16    | Miami Gardens                |
| 1990 (XXIV)    | San Francisco 49ers          | Denver Broncos               | San Francisco 49ers   | 55-10    | Nova Orleans                 |
| 1991 (XXV)     | New York Giants              | Buffalo Bills                | New York Giants       | 20-19    | Tampa                        |
| 1992 (XXVI)    | Washington Commanders        | Buffalo Bills                | Washington Commanders | 37-24    | Minneapolis                  |
| 1993 (XXVII)   | Dallas Cowboys               | Buffalo Bills                | Dallas Cowboys        | 52-17    | Pasadena                     |
| 1994 (XXVIII)  | Dallas Cowboys               | Buffalo Bills                | Dallas Cowboys        | 30-13    | Atlanta                      |
| 1995 (XXIX)    | San Francisco 49ers          | San Diego Chargers           | San Francisco 49ers   | 49-26    | Miami Gardens                |
| 1996 (XXX)     | Dallas Cowboys               | Pittsburgh Steelers          | Dallas Cowboys        | 27-17    | Tampa                        |
| 1997 (XXXI)    | Green Bay Packers            | New England Patriots         | Green Bay Packers     | 35-21    | Nova Orleans                 |
| 1998 (XXXII)   | Green Bay Packers            | Denver Broncos               | Denver Broncos        | 31-24    | San Diego                    |
| 1999 (XXXIII)  | Atlanta Falcons              | Denver Broncos               | Denver Broncos        | 34-19    | Miami Gardens                |
| 2000 (XXXIV)   | St. Louis Rams               | Tennessee Titans             | St. Louis Rams        | 23-16    | Atlanta                      |
| 2001 (XXXV)    | New York Giants              | Baltimore Ravens             | Baltimore Ravens      | 34-7     | Tampa                        |
| 2002 (XXXVI)   | St. Louis Rams               | New England Patriots         | New England Patriots  | 20-17    | Nova Orleans                 |
| 2003 (XXXVII)  | Tampa Bay Buccaneers         | Oakland Raiders              | Tampa Bay Buccaneers  | 48-21    | San Diego                    |
| 2004 (XXXVIII) | Carolina Panthers            | New England Patriots         | New England Patriots  | 32-29    | Houston                      |
| 2005 (XXXIX)   | Philadelphia Eagles          | New England Patriots         | New England Patriots  | 24-21    | Jacksonville                 |
| 2006 (XL)      | Seattle Seahawks             | Pittsburgh Steelers          | Pittsburgh Steelers   | 21-10    | Detroit                      |
| 2007 (XLI)     | Chicago Bears                | Indianapolis Colts           | Indianapolis Colts    | 29-17    | Miami Gardens                |
| 2008 (XLII)    | New York Giants              | New England Patriots         | New York Giants       | 17-14    | Glendale                     |
| 2009 (XLIII)   | Pittsburgh Steelers          | Arizona Cardinals            | Pittsburgh Steelers   | 27-23    | Tampa                        |
| 2010 (XLIV)    | New Orleans Saints           | Indianapolis Colts           | New Orleans Saints    | 31-17    | Miami Gardens                |
| 2011 (XLV)     | Green Bay Packers            | Pittsburgh Steelers          | Green Bay Packers     | 35-21    | Arlington                    |
| 2012 (XLVI)    | New York Giants              | New England Patriots         | New York Giants       | 21-17    | Indianapolis                 |
| 2013 (XLVII)   | San Francisco 49ers          | Baltimore Ravens             | Baltimore Ravens      | 31-34    | Nova Orleans                 |
| 2014 (XLVIII)  | Seattle Seahawks             | Denver Broncos               | Seattle Seahawks      | 43-8     | East Rutherford, Nova Jersey |
| 2015 (XLIX)    | Seattle Seahawks             | New England Patriots         | New England Patriots  | 24-28    | Phoenix                      |
| 2016 (50)      | Carolina Panthers            | Denver Broncos               | Denver Broncos        | 10-24    | Santa Clara                  |
| 2017 (LI)      | Atlanta Falcons              | New England Patriots         | New England Patriots  | 28-34    | Houston                      |
| 2018 (LII)     | Philadelphia Eagles          | New England Patriots         | Philadelphia Eagles   | 41-33    | Minneapolis                  |
| 2019 (LIII)    | Los Angeles Rams             | New England Patriots         | New England Patriots  | 3-13     | Atlanta                      |
| 2020 (LIV)     | San Francisco 49ers          | Kansas City Chiefs           | Kansas City Chiefs    | 20-31    | Miami                        |
| 2021 (LV)      | Tampa Bay Buccaneers         | Kansas City Chiefs           | Tampa Bay Buccaneers  | 31-9     | Tampa                        |
| 2022 (LVI)     | Los Angeles Rams             | Cincinnati Bengals           | Los Angeles Rams      | 23-20    | Los Angeles                  |
| 2023 (LVII)    | Philadelphia Eagles          | Kansas City Chiefs           | Kansas City Chiefs    | 35-38    | Arizona                      |
| 2024 (LVIII)   | San Francisco 49ers          | Kansas City Chiefs           | Kansas City Chiefs    | 22-25    | Paradise (Nevada)            |
| 2025 (LIX)     | Philadelphia Eagles          | Kansas City Chiefs           | Philadelphia Eagles   | 40-22    | Nova Orleans                 |

## Palmarès
| Equip                                 | Partits guanyats | Partits perduts | Partits jugats | Anys (Campions en negreta) |
| ------------------------------------- | ---------------- | --------------- | -------------- | --- |
| New England Patriots                  | 6                | 5               | 11             | 1985 (XX), 1996 (XXXI), 2002 (XXXVI), 2004 (XXXVIII), 2005 (XXXIX), 2008 (XLII), 2012 (XLVI), 2015 (XLIX), 2017 (LI), 2018 (LII), 2019 (LIII) |
| Pittsburgh Steelers                   | 6                | 2               | 8              | 1975 (IX), 1976 (X), 1979 (XIII), 1980 (XIV), 1996 (XXX), 2006 (XL), 2009 (XLIII), 2011 (XLV)                                                 |
| Dallas Cowboys                        | 5                | 3               | 8              | 1970 (V), 1971 (VI), 1975 (X), 1977 (XXII), 1978 (XXIII), 1992 (XXVII), 1993 (XXVIII), 1995 (XXX)                                             |
| San Francisco 49ers                   | 5                | 3               | 8              | 1981 (XVI), 1984 (XIX), 1988 (XXIII), 1989 (XXIV), 1994 (XXIX), 2013(XLVII), 2020 (LIV), 2024 (LVIII)                                         |
| Kansas City Chiefs                    | 4                | 4               | 8              | 1966 (I), 1970 (IV), 2020 (LIV), 2021 (LV), 2023 (LVII), 2024 (LVIII), 2025 (LIX)                                                             |
| Green Bay Packers                     | 4                | 1               | 5              | 1966 (I), 1967 (II), 1996 (XXXI), 1997 (XXXII), 2011 (XLV)                                                                                    |
| New York Giants                       | 4                | 1               | 5              | 1986 (XXI), 1990 (XXV), 2000 (XXXV), 2008 (XLII), 2012 (XLVI)                                                                                 |
| Denver Broncos                        | 3                | 5               | 8              | 1977 (XII), 1986 (XXI), 1987 (XXII), 1989 (XXIV), 1997 (XXXII), 1998 (XXXIII), 2013 (XLVIII), 2016 (50)                                       |
| Washington Redskins                   | 3                | 2               | 5              | 1972 (VII), 1982 (XVII), 1983 (XVIII), 1987 (XXII), 1991 (XXVI)                                                                               |
| Oakland/Los Angeles/Las Vegas Raiders | 3                | 2               | 5              | 1967 (II), 1976 (XI), 1980 (XV), 1983 (XVIII), 2003 (XXXVII)                                                                                  |
| Miami Dolphins                        | 2                | 3               | 5              | 1971 (VI), 1972 (VII), 1973 (VIII), 1982 (XVII), 1984 (XIX)                                                                                   |
| St. Louis/Los Angeles Rams            | 2                | 3               | 5              | 1979 (XIV), 1999 (XXXIV), 2001 (XXXVI), 2019 (LIII), 2022 (LVI)                                                                               |
| Philadelphia Eagles                   | 2                | 3               | 4              | 1980 (XV), 2004 (XXXIX), 2018 (LII), 2023 (LVII), 2025 (LIX)                                                                                  |
| Baltimore/Indianapolis Colts          | 2                | 2               | 4              | 1968 (III), 1970 (V), 2006 (XLI), 2010 (XLIV)                                                                                                 |
| Tampa Bay Buccaneers                  | 2                | 0               | 2              | 2003 (XXXVII), 2021 (LV) |
| Baltimore Ravens                      | 2                | 0               | 2              | 2000 (XXXV), 2013 (XLVII) |
| Seattle Seahawks                      | 1                | 2               | 3              | 2006 (XL), 2014 (XLVIII), 2015 (XLIX) |
| Chicago Bears                         | 1                | 1               | 2              | 1985 (XX), 2007 (XLI) |
| New York Jets                         | 1                | 0               | 1              | 1968 (III) |
| New Orleans Saints                    | 1                | 0               | 1              | 2010 (XLIV) |
| Minnesota Vikings                     | 0                | 4               | 4              | 1969 (IV), 1973 (VIII), 1974 (IX), 1976 (XI)                                                                                                  |
| Buffalo Bills                         | 0                | 4               | 4              | 1990 (XXV), 1991 (XXVI), 1992 (XXVII), 1993 (XXVIII)                                                                                          |
| Cincinnati Bengals                    | 0                | 3               | 3              | 1981 (XVI), 1988 (XXIII), 2022 (LVI) |
| Carolina Panthers                     | 0                | 2               | 2              | 2004 (XXXVIII), 2016 (L) |
| Atlanta Falcons                       | 0                | 2               | 2              | 1999 (XXXIII), 2017 (LI) |
| San Diego/Los Angeles Chargers        | 0                | 1               | 1              | 1994 (XXIX) |
| Houston Oilers/Tennessee Titans       | 0                | 1               | 1              | 2000 (XXXIV) |
| St. Louis/Phoenix/Arizona Cardinals   | 0                | 1               | 1              | 2009 (XLIII) |
| Cleveland Browns                      | 0                | 0               | 0              | Cap |
| Detroit Lions                         | 0                | 0               | 0              | Cap |
| Houston Texans                        | 0                | 0               | 0              | Cap |
| Jacksonville Jaguars                  | 0                | 0               | 0              | Cap |